# Bookmolen (Zonhoven)
De Bookmolen is een watermolen op de Roosterbeek ten oosten van Zonhoven, gelegen aan de Oppelsenweg 22.

## Geschiedenis
Reeds vóór 1840 stond hier een molen, welke gebruikt werd als korenmolen en als beukmolen, vandaar de huidige naam van de molen. In 1914 kwam een einde aan het molenbedrijf, de molen werd tot een agrarisch gebouw omgevormd en in 1920 werd ze gesloopt. Wel bouwde de eigenaar in 1914 een nieuwe watermolen op een aangrenzend perceel. Dit was een middenslagmolen met een metalen rad, die fungeerde als korenmolen.
Doordat de nabijgelegen steenkoolmijn van Zwartberg zout water in de beek loosde, verroeste het waterrad snel. In 1952 werd het vervangen door een Banki-turbine, waarmee zowel de molen als een generator voor elektriciteitsopwekking worden aangedreven. Het binnenwerk van de molen is grotendeels nog aanwezig, ook al werd het maalbedrijf later voornamelijk met een motor van kracht voorzien.

- Inventaris van het Bouwkundig Erfgoed (Vlaanderen): 23229